# Die Welt will belogen sein
Die Welt will belogen sein ist eine deutsche Stummfilmkomödie aus dem Jahre 1926 von Peter Paul Felner mit Harry Liedtke, Georg Alexander und Mady Christians. Die Geschichte basiert auf Felners eigener Komödie Der Splitter.

## Handlung
Waffenfabrikant Robert Cors wurde ein Unfallopfer bei einer Explosion in seinem Werk: ein Splitter hat sich in seinem Gehirn festgebohrt. Nach Operation und langwieriger Rehabilitation lässt sich ein „Missgeschick“ bei ihm feststellen: Cors kann plötzlich nicht mehr lügen! Dazu verdammt, fortan jedem Gegenüber die Wahrheit zu sagen, geschehen nun zahlreiche Verwicklungen, die ihm bisweilen peinlich und unangenehm sind. So erzählt er beispielsweise seinem Freund Bracknell, dass er eine Affäre mit dessen Frau hatte, einem Finanzbeamten, dass die Einkünfte seiner Firma dreimal so hoch wie in der Steuererklärung angegeben waren, und einem Zeitungsreporter gesteht Cors freimütig, dass er verbotene Waffenlieferungen getätigt habe. 
Da diese an sich ehrbare Eigenschaft aber, wie man nun sieht, geschäftlich betrachtet ziemlich berufsschädigend sein kann, überlegt sich Robert allen Ernstes, sich durch eine Operation wieder in den Originalzustand zurückversetzen zu lassen, zumal nach soviel Ehrlichkeit seine Fabrik von den Behörden dicht gemacht werden soll. Nun rebellieren deswegen auch noch die Arbeiter, und ein geworfener Stein trifft Cors am Kopf, so dass eine zweite Operation nötig wird. Danach ist wieder alles beim alten: Robert Cors kann ab sofort wieder perfekt lügen.

## Produktionsnotizen
Gedreht März/April 1926 in den Filmstudios von Berlin-Staaken, passierte Die Welt will belogen sein die Filmzensur am 5. Mai desselben Jahres und wurde am 28. Oktober 1926 in Berlins Schauburg uraufgeführt. Der mit Jugendverbot belegte Sechsakter besaß eine Länge von 2162 Meter. In Österreich lief der Streifen unter dem Titel Ich habe Deine Frau verführt! am 3. Dezember 1926 an.
Ernst Stern entwarf die Filmbauten. 

## Kritik
Das Grazer Tagblatt befand: „Die Filmkomödie zeigt uns nun in geistreicher und witziger Weise die peinlichen Situationen und die heillose Verwirrung, die dadurch entstehen, weil der Held des Stückes … gezwungen ist immer die Wahrheit zu sagen. (…) Harry Liedtke schafft hier eine mit feinstem Humor und glücklichster Laune erfüllte Gestalt.“
Wiens sozialistische Arbeiter Zeitung urteilte durchaus kritischer: Das „Motiv hätte einen ganz ausgezeichneten Film ergeben, wäre es ernsthafter behandelt worden. (…) Man hätte nun zeigen müssen, wie dieser Mensch, der nicht lügen kann, in unserer auf Lüge gebauten Welt Verwirrung um Verwirrung anrichtet. Aber das war dem Filmautor zu gefährlich. So ließ er den Mann nur ein Verhältnis mit der Frau seines Freundes und eine Waffenlieferung an einen fremden Staat ausplaudern. (…) Zu diesem Stoff hätte eben Aufrichtigkeit, Mut zur blutigen Satire und Mut zur Bloßstellung der bürgerlichen Lügenwelt gehört.“

## Wissenswertes
Das Grundmotiv dieses beliebten Filmstoffs wurde mehrfach für den Kinofilm aufgegriffen und variiert, unter anderem 1946 in der frühen deutschen Nachkriegsproduktion Sag’ die Wahrheit und ein halbes Jahrhundert darauf in Der Dummschwätzer mit Jim Carrey.